# Sundern (Wolfhagen)
Koordinaten: 51° 18′ 26″ N, 9° 6′ 49″ O
Sundern ist eine Wüstung im Grenzbereich zwischen den heutigen Gemarkungen der Stadt Wolfhagen im Landkreis Kassel (Nordhessen) und des Stadtteils Bühle von Bad Arolsen im Landkreis Waldeck-Frankenberg. Ihre genaue Lage ist ungesichert und durch die hier gegebenen Koordinaten nur ungefähr verortet. Sie liegt etwa 1 km südsüdöstlich von Bühle, südöstlich vom Schierenkopf (363,2 m) im Wolfhager Stadtwald. Dortige Flurbezeichnungen waren bzw. sind „In den Sonder“ und „Die untersten Sondern“. Etwa 2,5 km nordöstlich befindet sich die Wüstung Bodenhausen, 1 km südöstlich die Wüstung Alveringhausen.
Ob es sich dabei um eine verlassene Siedlung oder lediglich um eine Flurbezeichnung handelt, ist angesichts der wenigen überlieferten dokumentarischen Zeugnisse ebenfalls ungewiss. Wahrscheinlich ist jedoch letzteres, wie die ursprüngliche Bedeutung von Sondern oder Sundern – ein aus der Allmende und damit der allgemeinen Nutznießung ausgesondertes und dem Privatgebrauch von Adel oder Kirche übergebenes Grundstück – andeutet.
Die erste Erwähnung von „in sundere“ findet sich im Jahre 1263. Fünfzehn Jahre später, 1278, gab Giso von Gudenberg dem vermutlich von seinen Vorfahren gegründeten Kloster Volkhardinghausen u. a. den Neubruch, der „Sundere“ genannt wird („quod dicitur Sundere“). Im Jahre 1316 übergab das Augustinerinnenkloster Glindfeld u. a. seinen Besitz „in Sundern“ an den Grafen Heinrich IV. von Waldeck und erhielt im Tausch dafür den Zehnten zu Stormbruch. Die letzte Erwähnung stammt von 1558 bezüglich einer Belehnung zweier Wolfhager Bürger mit einer Wiese „an der Sundern“ durch Graf Johann I. von Waldeck zu Landau.